# 刘泳哲
刘泳哲（韓語：유영철，1936年8月23日—），朝鲜族，和龙人，国务院特殊津贴鱼雷专家。

## 生平
1936年8月23日，刘泳哲出生于日占朝鲜会宁市。他的父亲因从事地下抗日运动被捕入狱。1942年，他随因患重病而出狱的父亲渡过图们江来到今延边朝鲜族自治州和龙市。在刘泳哲快要上中学的时候，他的父亲去世。他依靠国家助学金以优异的成绩完成了中学学业。1956年9月，他被保送至前身为军事工程学院的西北工业大学学习鱼雷专业。1961年7月，做为中华人民共和国自行培养的首批鱼雷专业技术人员开始从事鱼雷的科研工作:279-281。
文化大革命期间，刘泳哲因给朋友写了封名为《为我们光辉的民族扬威抖擞》的信而被打成“特务”，于1968年10月29日被捕入狱。1971年11月28日，在被关押了3年零1个月后，他被释放，重新回到鱼雷科研工作。1978年，他作为项目主要负责人首次获得全国科学大会奖。:281-284
1984年，他开始担任鱼雷副总设计师，并获中国船舶工业总公司科学技术进步一等奖。次年，他开始担任鱼雷总设计师，设计制作出国际先进水平的鱼雷，并获国家科技进步一等奖。1989年，先后获得多项国家和省部级奖的刘泳哲成为高级工程师，两年后被任命为国家级鱼雷学科带头人，1992年成为国务院特殊津贴专家。他设计的鱼雷已成为中国人民解放军海军主要作战武器。:284

## 奖项与荣誉
- 1978年: 全国科学大会奖[2]
- 1984年：中国船舶工业总公司科学技术进步一等奖
- 1985年：国家科技进步一等奖[2]
- 1988年：国家科技进步三等奖[2]
- 1989年：国防科技进步三等奖[2]
- 1992年：中国船舶工业总公司科学技术进步二等奖
- 1992年：国务院政府特殊津贴